# Oggetto stellare giovane
La locuzione oggetto stellare giovane (YSO, acronimo dell'inglese Young Stellar Object) identifica in maniera generica una stella in fase di formazione.
Questa categoria consiste di due classi di oggetti: le protostelle e le stelle pre-sequenza principale. Taluni le dividono secondo criteri di massa in oggetti stellari giovani massicci (MYSO, Massive Young Stellar Object), oggetti stellari giovani di massa intermedia (IMYSO, Intermediate Mass Young Stellar Object) e nane brune.
Gli YSO sono anche associati a fenomeni tipici delle prime fasi dell'evoluzione stellare: getti e flussi molecolari bipolari, maser, oggetti di Herbig-Haro, dischi circumstellari o protoplanetari.

## Protostelle

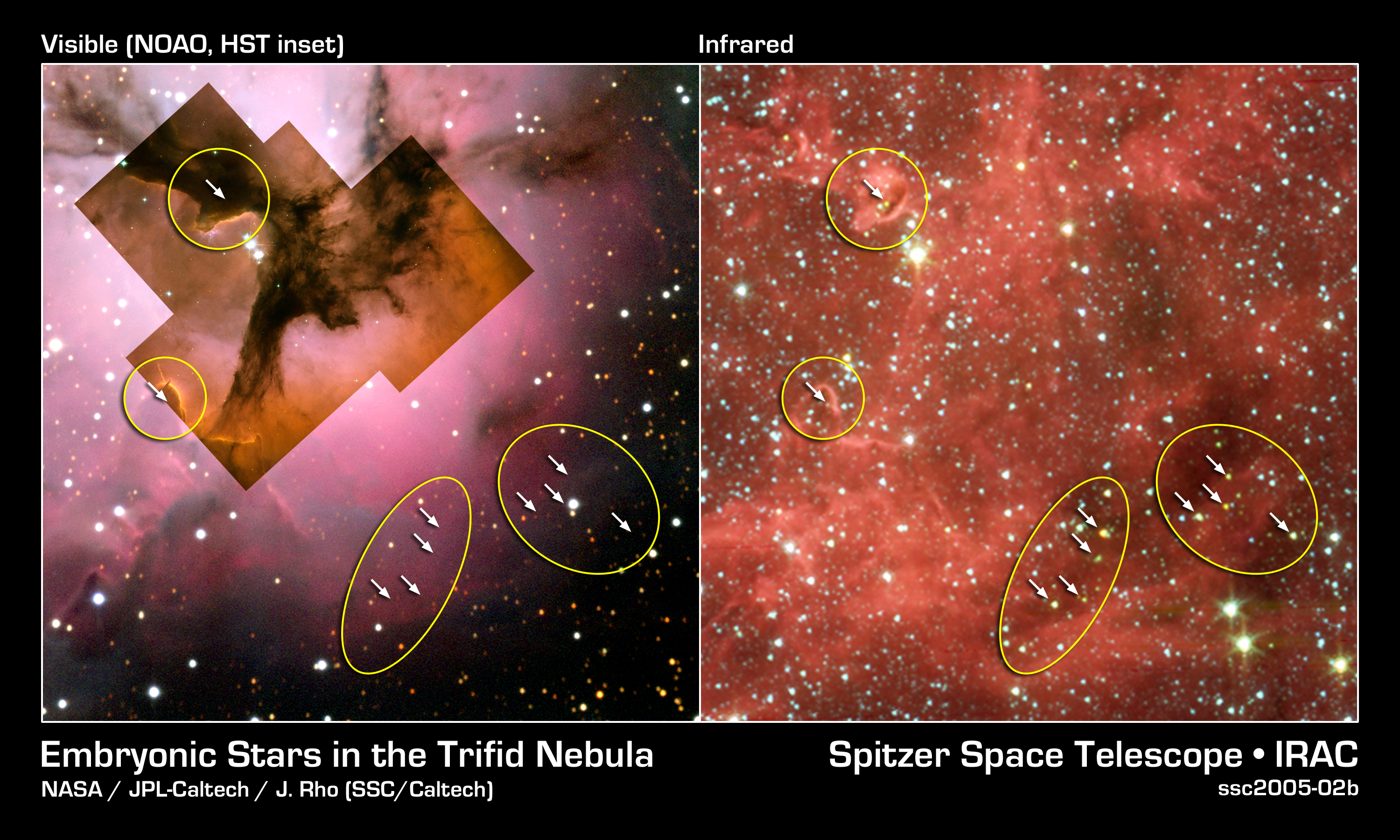
Immagine nel visibile e nell'infrarosso della Nebulosa Trifida, che mostra la presenza di numerosi YSO (segnalati dalle frecce) celati dai gas e dalle polveri della nube molecolare, che appaiono come punti luminosi nell'immagine infrarossa privi di controparte ottica.

La protostella è l'immediato prodotto del collasso gravitazionale di una densa nube di mezzo interstellare. La maggior parte di tali nubi sono in uno stato di equilibrio dinamico: la forza di gravità è bilanciata dall'energia termica degli atomi e delle molecole che compongono la nube. La rottura di questo equilibrio può avvenire spontaneamente, a causa delle turbolenze interne della nube, oppure, più spesso, può essere innescato da un qualche evento esterno, come le onde d'urto provocate dall'esplosione di una vicina supernova o da una collisione tra due nubi distinte, le forze di marea galattica tra due galassie interagenti e così via.
Quale che sia la fonte del disturbo, se questo è abbastanza grande può far sì che, in una regione della nube a maggiore densità, la forza di gravità sovrasti l'energia termica, dando luogo al collasso. Le protostelle di massa simile al Sole impiegano tipicamente 10 milioni di anni per evolversi da una nube in fase di condensazione ad una stella di sequenza principale, mentre le stelle di massa maggiore sono molto più veloci: una stella di 15 masse solari (M☉) impiega circa 100.000 anni per raggiungere la sequenza principale.
Il prodotto del primo collasso è la formazione di un nucleo idrostatico, il quale deve andare incontro ad una fase di accrescimento.

## Stelle pre-sequenza principale
Quando il gas circostante e l'involucro di polveri si disperdono e il processo di accrescimento termina, la protostella passa alla fase di stella pre-sequenza principale (stella PMS), la cui fonte di energia è ancora il collasso gravitazionale, e non la fusione dell'idrogeno come nelle stelle di sequenza principale. Si riconoscono due principali classi di stelle PMS: le variabili Orione, che hanno una massa compresa tra 0,08 e 2 M☉, e le stelle Ae/Be di Herbig, con una massa compresa tra 2 e 8 M☉. Le variabili Orione si suddividono a loro volta in stelle T Tauri, stelle EX Lupi (EXors) e stelle FU Orionis (FUors); queste ultime due classi sono considerate come particolari tipologie di T Tauri.
Non esistono stelle PMS più massicce di 8 M☉, dal momento che quando entrano in gioco delle masse molto elevate l'embrione stellare raggiunge in maniera estremamente rapida le condizioni necessarie all'innesco della fusione dell'idrogeno dando inizio alla sequenza principale.

## Distribuzione spettrale dell'energia (SED)
La classificazione degli oggetti stellari giovani è basata inoltre su indagini spettroscopiche alle lunghezze d'onda dell'infrarosso, banda nella quale questi oggetti emettono una grande quantità di radiazione. Infatti, sebbene la localizzazione, la dimensione e la luminosità forniscano informazioni essenziali sull'entità delle sorgenti infrarosse, per comprendere le caratteristiche di tali sorgenti è necessario ricorrere alla distribuzione spettrale di energia (SED, acronimo dell'inglese spectral energy distribution), ovvero la variazione dell'intensità della radiazione in funzione della lunghezza d'onda λ; nel caso dei processi di formazione stellare, gli astronomi studiano principalmente la porzione della SED nelle bande del vicino e medio infrarosso.
Le stelle T Tauri e le protostelle possiedono delle SED caratteristiche. In base al contributo della radiazione emessa dalle polveri e dalla radiazione di corpo nero emessa dalla stella stessa, nel 1984 C.J. Lada e B.A. Wilking suddivisero le T Tauri in tre classi (I, II, III) in relazione ai valori degli intervalli dell'indice spettrale {\displaystyle {\alpha }}:
{\displaystyle \alpha ={\frac {d\log(\nu F_{\nu })}{d\log(\nu )}}}
dove {\displaystyle {\nu }} è la frequenza ed {\displaystyle F_{\nu }} la densità del flusso luminoso. {\displaystyle {\alpha }} è calcolato nell'intervallo di lunghezze d'onda ({\displaystyle {\lambda }}) compreso tra 2,2 e 20 {\displaystyle {\mu }m} (nel vicino e medio infrarosso).
Le sorgenti di classe I hanno spettri la cui intensità aumenta molto rapidamente al crescere della lunghezza d'onda λ e irradiano maggiormente a λ>20 µm; le sorgenti di classe II hanno uno spettro molto più piatto, con contributi quasi uguali nel vicino e nel lontano infrarosso; infine, le sorgenti di classe III possiedono uno spettro che irradia maggiormente per λ<2 µm e si affievolisce nettamente per λ>5 µm.

Questa classificazione è stata estesa nel 1993 anche alle protostelle, cui è stata assegnata la classe 0, caratterizzata da un'intensa emissione alle lunghezze della radiazione submillimetrica, che però diviene molto debole a λ<10 µm.
| Classe     | Spettro | Aspetto del disco | Età      | Note                                                        |
| ---------- | ------- | ----------------- | -------- | ----------------------------------------------------------- |
| Classe 0   |         |                   | 104 anni | Fase iniziale dell'accrescimento                            |
| Classe I   |         |                   | 105 anni | Disco opaco, inviluppo che circonda completamente la stella |
| Classe II  |         |                   | 106 anni | Disco otticamente opaco                                     |
| Classe III |         |                   | 107 anni | Disco otticamente trasparente                               |

Lo spettro di queste classi di sorgenti infrarosse può essere spiegato in termini di scenario evolutivo:
- Classe 0 – la radiazione infrarossa è emessa probabilmente da polveri isoterme ad una temperatura di circa 30 K. La protostella appare completamente circondata dai gas e dalle polveri ed è oscurata dalla grande profondità ottica dell'involucro di polveri; il contributo della radiazione di corpo nero è quasi nullo.[7]
- Classe I – il contributo delle polveri alla radiazione infrarossa media predomina quello della radiazione di corpo nero emessa dalla giovane T Tauri. Dal momento che quest'ultima sembra fuoriuscire, almeno in parte, attraverso l'involucro che circonda l'astro, si ipotizza che le polveri non intervengano in una porzione della nube con un angolo solido piuttosto grande, lasciando la possibilità alla radiazione di sfuggire.[7]
- Classe II – la radiazione del disco e quella di corpo nero sono pressoché equivalenti, segno che il disco di polveri che circonda la stella PMS è riscaldato da essa. La larghezza della componente dello spettro appartenente al disco è più ampia di quanto ci si possa attendere dalla radiazione di corpo nero emessa da un oggetto a temperatura costante. Infatti il disco ha un gradiente di temperatura che diminuisce all'aumentare della distanza dalla stella centrale. In questo stadio la quantità di polveri è notevolmente superiore a quella delle sorgenti di classe III. Le T Tauri classiche hanno SED simili a questa.[7]
- Classe III – la radiazione di corpo nero prevale su quella del disco, segno che l'energia proviene principalmente dalla stella centrale. Questa SED si osserva nelle T Tauri il cui spettro presenta deboli righe. Sebbene queste stelle mostrino righe di emissione affini alla serie di Balmer dell'idrogeno, esse non sono particolarmente evidenti, il che indica che la quantità di gas appena all'esterno della stella (probabilmente residui della fase di accrescimento) è poca. In questa fase, il disco è molto tenue (probabilmente ha anche dato luogo alla formazione di pianeti) o quasi totalmente scomparso.[7]